# Antergos
Antergos foi uma distribuição Linux baseada em Arch Linux. A palavra Antergos vem do galego Antergos (significado: antepassados) e foi escolhida "para ligar o passado com o presente". Ele usa o GNOME 3 como ambiente de área de trabalho durante a instalação, mas é possível escolher qual ambiente o usuário deseja usar em seu sistema: Cinnamon, Deepin, GNOME 3, MATE, KDE Plasma, OpenBox ou Xfce. Ele foi lançado em julho de 2012, como Cinnarch e aproximadamente em maio de 2013, já havia sido classificado entre as top 30 distribuições mais populares no DistroWatch. 

## História e desenvolvimento
Inicialmente, o projeto começou como Cinnarch e o ambiente de área de trabalho utilizado por esta distribuição foi Cinnamon, um fork do GNOME, desenvolvido pela equipe do Linux Mint. Em abril de 2013, a equipe mudou o padrão do ambiente de área de trabalho Cinnamon para a versão GNOME 3.6, dada a dificuldade de manter o Cinnamon (que não tinha prioridade para ser compatível com as mais recentes bibliotecas GTK) nos repositórios de uma rolling release, como o Arch Linux. A distribuição foi, portanto, renomeada para Antergos e lançado sob o novo nome, em Maio de 2013.
Outras mudanças no padrão de configuração do sistema: Nautilus substituiu o gerenciador de arquivos Nemo, GDM substituiu o MDM (Mint Display Manager) como gerenciador da área de trabalho e Empathy substituiu Pidgin como o serviço de mensagens.
Desde a versão 2014.05.26, Antergos fez uma parceria com o projeto Numix para trazer ícones Numix-Square e um tema exclusivo, Numix-Frost, para o sistema operacional.
Em 21 de maio de 2019, os desenvolvedores anunciaram o fim do desenvolvimento do projeto, alegando falta de tempo para trabalhar nele. Eles explicaram: "Hoje, estamos anunciando o fim deste projeto. Como muitos de vocês provavelmente perceberam nos últimos meses, não temos mais tempo livre suficiente para manter adequadamente o Antergos. Chegamos a essa decisão porque acreditamos que continuar a negligenciar o projeto seria um grande desserviço para a comunidade. Tomar essa ação agora, enquanto o código do projeto ainda funciona, oferece uma oportunidade para que os desenvolvedores interessados aproveitem o que consideram útil e iniciem seus próprios projetos."
Os desenvolvedores indicaram que os usuários existentes deixarão de receber atualizações do Antergos, eventualmente os repositórios do Antergos serão removidos através de uma atualização e os usuários ficarão essencialmente rodando o Arch Linux. Os fóruns e wiki serão mantidos por um período máximo de três meses.

## Instalação
Antergos apresenta o instalador gráfico Cnchi. O instalador faz o boot em um GNOME desktop, mas durante a instalação dá as opções para escolher entre os ambientes de trabalho GNOME 3, Cinnamon, o MATE, KDE Plasma, Xfce e Openbox . Uma conexão de rede é necessária para iniciar a instalação, e para atualizar automaticamente o instalador Cnchi antes de iniciar a instalação.

## Gerenciamento de pacotes
Antergos é uma rolling release e utiliza repositórios oficiais do Arch Linux e o AUR, juntamente com seus próprios repositórios de software. É baseado no Pacman contendo um instalador gráfico. O gerenciamento de pacotes é via pacman e um GUI front-end chamado Pamac.
Antergos não vem com um conjunto de aplicativos de escritório padrão. No entanto, desde os primeiros lançamento do Cinnarch teve o LibreOffice Installer para Arch Linux, que torna mais fácil para selecionar e baixar os componentes requeridos pelos LibreOffice .

## Lançamentos
A primeira imagem ISO com o nome de Cinnarch foi lançada em 7 de Maio de 2012, acompanhada por uma mensagem no fórum do Arch Linux notificando os usuários da versão. A primeira versão, sob o nome Antergos foi lançada em 12 de Maio de 2013.